# واين كرانتز
واين كرانتز (بالإنجليزية: Wayne Krantz)‏ هو عازف جاز وعازف قيثارة أمريكي، ولد في 26 يوليو 1956 في كورفاليس في الولايات المتحدة.

## وصلات خارجية
- الموقع الرسمي
- واين كرانتز على موقع ميوزك برينز (الإنجليزية)
- واين كرانتز على موقع أول ميوزيك (الإنجليزية)
- واين كرانتز على موقع ديسكوغز (الإنجليزية)